# Hypsiboas dentei
Hypsiboas dentei är en groddjursart som först beskrevs av Werner C.A. Bokermann 1967.  Hypsiboas dentei ingår i släktet Hypsiboas och familjen lövgrodor. IUCN kategoriserar arten globalt som livskraftig. Inga underarter finns listade i Catalogue of Life.